# Wuthering Heights (Herrmann)
Wuthering Heights (deutsch: Sturmhöhe) nach dem gleichnamigen Roman von Emily Brontë ist die einzige Oper des durch seine Filmmusik bekannten Komponisten Bernard Herrmann. Das Libretto schrieb die Drehbuchautorin Lucille Fletcher, Herrmanns erste Ehefrau. Es basiert fast ausschließlich auf dem Text des Romans sowie Gedichten von Emily Brontë.

## Entstehungsgeschichte
Herrmann kam die Idee zu der Oper 1943, als er sich mit der Filmmusik zu Jane Eyre beschäftigte. Aber erst 1946, nach einem Gastspiel in England, bei dem er das Geburtshaus der Geschwister Brontë besichtigte, begann er intensiver, an dem Werk zu arbeiten. Über den Abschluss gibt es widersprüchliche Angaben: Während der Verleger sowie ein Biograph den Abschluss auf 1950 datieren, soll die Partitur mit dem 13. Juni 1951 datiert sein.
Musikalisch baute Herrmann auf neo-romantischen Ideen von Frederick Delius auf, der ebenfalls eine Opern-Umsetzung des Stoffes plante, aber nie vollendete, und Motiven eigener Filmmusiken, wie z. B. zu Jane Eyre, Citizen Kane oder The Ghost and Mrs. Muir. Von wenigen Arien abgesehen, benutzt Herrmann das Stilmittel des lyrischen Parlando, eines eher rezitativen Sprechgesangs. Herrmann benutzt Teile seiner Komposition in seinen späteren Filmmusiken, z. B. in Vertigo oder Taxi Driver.
Nach Einschätzung seines Biographen sollte für Herrmann die Oper das Magnus Opus und Höhepunkt seiner Karriere werden. Dies erklärt auch Herrmanns zeitliches Engagement bzw. großen Einsatz für das Werk, das ihn tragischerweise einige Freundschaften sowie seine erste Ehe kostete.

## Inhalt
Die Oper besteht aus einem Prolog, 4 Akten und einem Epilog. Sie setzt inhaltlich nur den ersten Teil des Romans um und endet mit Cathys Tod. Im Gegensatz zur Romanhandlung haben weder Edgar und Cathy noch Heathcliff und Isabella Nachwuchs.
Mitten im Hochmoor Yorkshires liegt das Gut Wuthering Heights. Im Prolog trifft der Pächter Lockwood Heathcliff und die Haushälterin Nelly rund 20 Jahre nach der Haupthandlung. Lockwood findet zufällig Cathys Tagebuch und hört nachts ihre Stimme, auf die Heathcliff bisher vergeblich gewartet hat.
Im ersten Akt genießen Heathcliff – Pflegekind der Familie Earnshaw und von seinem Stiefbruder Hindley misshandelt – und seine Stiefschwester Cathy die Schönheit und Einsamkeit der Natur. Sie bekräftigen ihre Liebe. Aber Hindley missfällt diese Verbindung. Seit sein Vater den Waisenjungen Heathcliff nach Wuthering Heights gebracht hat und ihn wie seinen eigenen Sohn betrachtet hat, verachtet er ihn. Aber nach dem Tod des Vaters ist Hindley Herr im Haus. Und er nutzt seine Macht, die Liebenden zu trennen und um seinem Stiefbruder eine neue Rolle als Stallbursche zuzuteilen. Als Hindley betrunken einschläft, geben sich Heathcliff und Cathy ihrer Liebe hin.
Ein paar Wochen später. Cathy hat diese Zeit im Müßiggang bei den Geschwistern Edgar und Isabella Linton verbracht, die als Nachbarn auf dem Anwesen Thrushcross Grange wohnen. Zu Weihnachten kommt sie zurück nach Hause und freut sich, Heathcliff wiederzusehen. Nelly versucht, Heathcliff herauszuputzen. Der aber ist aufgrund Cathys Vernachlässigung verletzt und kann ihre Zuneigung nicht erwidern. Er wird aggressiv und stürzt sich in Eifersucht auf Edgar. Hindley geht dazwischen, es kommt an Heiligabend zu einem erschütternden Handgemenge. Im Hintergrund singt am Ende des ersten Aktes ein Weihnachtschor.
Wieder ist etwas Zeit vergangen. Cathy erwartet Edgar zu Besuch. Heathcliff wird wütend, als er dies erfährt, das wiederum erzürnt Cathy. Ihre Wut entlädt sich an Nelly und Edgar, sie ohrfeigt ihn zwar, gestattet aber, dass er um ihre Hand anhält. Cathy ist verunsichert und bittet die Haushälterin Nelly um Rat. Sie spricht ihre Gedanken frei aus, auch, dass sie meint, dass sie Heathcliff nicht heiraten kann, weil es für sie ein gesellschaftlicher Abstieg wäre. Sie ist aber überzeugt, dass er der einzige Mensch ist, den sie lieben kann, da sie seelenverwandt sind. An ihrer Liebe zu Heathcliff, so glaubt sie, würde eine Heirat mit Edgar nichts ändern. Heathcliff belauscht den Dialog teilweise. Er ist zutiefst verletzt und wütend. Er flieht und bleibt drei Jahre lang spurlos verschwunden.
Zu Beginn von Akt 3 sind Cathy und Edgar verheiratet. Sie wohnen mit der Schwägerin Isabella auf Thrushcross Grange. Der drei Jahre vermisste Heathcliff wird überraschend als Besuch gemeldet. Er kommt als wohlhabender Mann zurück, und Cathy ist konsterniert und glücklich zugleich, ihn wiederzusehen. Heathcliff verachtet sie jedoch und wendet sich Isabella zu. Cathy ist außer sich. Als es offensichtlich wird, dass Heathcliff Isabella verführen will, eskaliert die Situation und alle beschuldigen sich gegenseitig. Cathy fühlt sich betrogen, stößt Edgar endgültig zurück und beschließt, Heathcliffs Herz brechen, indem sie ihr eigenes bricht.
Heathcliff heiratet Isabella, aber schon kurze Zeit später zeigt sich sein brutaler und liebloser Charakter. Hindley hat mittlerweile das Gut im Glücksspiel an Heathcliff verloren und scheitert dabei, ihn zu töten. Heathcliff benutzt Isabella nur, um sich an Cathy zu rächen. Als diese versucht, ihn dazu zu bewegen, sie mindestens zu achten, offenbart er ihr, dass er sie niemals geliebt hat. Isabella begeht daraufhin Selbstmord.
Im vierten Akt liegt Cathy im Sterben. Heathcliff pflegt sie und weicht ihr nicht von der Seite. Sie werfen einander vor, sich gegenseitig absichtlich verletzt zu haben, sie bitten um Vergebung, sie vergeben einander, sie schwören sich ihre Liebe. Als sie stirbt, verflucht Heathcliff sie und wünscht sich nichts sehnlicher, als ewig von ihrem Geist verfolgt zu werden.
Der Epilog ist eine instrumentale Wiederholung des Prologs und wurde bei den bisherigen Aufführungen nicht gespielt.

## Aufführungsgeschichte
Wuthering Heights wurde zu Lebzeiten Herrmanns nie aufgeführt, obwohl es Verhandlungen mit zahlreichen Opernhäusern gab. Die Quellen geben unterschiedliche Gründe dafür an, aber u. a. scheinen die Länge des Stücks, die vom Verleger mit drei Stunden angegeben wird, und die Weigerung Herrmanns, Kürzungen zuzustimmen, mit ursächlich gewesen zu sein. Allerdings kam es 1958 zu einer Aufführung der gleichnamigen Oper des amerikanischen Komponisten Carlisle Floyd, die aber in keinem Zusammenhang mit Herrmanns Werk steht.
Herrmann selbst finanzierte und dirigierte 1966 eine Schallplatteneinspielung, die aber trotz einer positiven Aufnahme bei Kritikern zu keiner Aufführung führte.
So kam es erst am 6. November 1982 zur szenischen Uraufführung an der Portland Opera, allerdings mit circa 40 Minuten Kürzung und einem optimistischen Ende. Die Aufführung wurde von der Kritik verhalten aufgenommen.
Im Juli 2010 wurde die Oper in Montpellier konzertant erstmals komplett aufgeführt und 2011 veröffentlicht. Nachdem die Aufnahme mit mehreren Preisen ausgezeichnet wurde, erwachte das Interesse wieder. Im April 2011 wurde sie das erste Mal original und in voller Länge szenisch von der Minnesota Opera aufgeführt. Eine geplante Veröffentlichung der Aufführung auf DVD wurde nie realisiert.
Am 11. April 2015 erfolgte die europäische Erstaufführung am Staatstheater Braunschweig, zwar mit dem originalen Ende, aber auch mit etwa 20 Minuten Kürzung, in die Gegenwart verlegt und ohne Prolog. Sie wurde im Deutschlandradio Kultur live übertragen.

## Tonträger
- Wuthering Heights (The complete opera), Pro Arte Orchestra, Ltg. Bernard Herrmann, Pye Records 1966 (4LP), Unicorn-Kanchana, 1993 (3CD)
- Bernard Herrmann: Les Hauts de Hurlevent (Wuthering Heights), Orchestre National de Montpellier, Ltg. Alain Altinoglu, Accord, 2011 (3CD)